# Tripura
Tripura je stát v severovýchodní Indii. Tripura sousedí s Bangladéšem a s indickými státy Ásám a Mizóram. Hlavním městem je Agartala. Podle sčítání lidu z roku 2001 zde žije takřka 3 200 000 lidí. Většinu populace tvoří Bengálci (více než 70 %). Menšinovým etnikem jsou „Tripuřané“ (dohromady asi 1 milion, z toho něco přes 100 tisíc v Bangladéši), etnikum mluvící jazykem Kokborok, který patří mezi tibetobarmskou skupinu sinotibetské jazykové rodiny. Fyzicky jsou podobní Barmáncům. Míra gramotnosti je v zemi větší než celonárodní průměr.
Od 12. března 1989 zde působí křesťanská militantní skupina (Indií oficiálně považována za teroristickou) „National Liberation Front of Tripura“ (NLFT), v Indii nazývaná též „Křesťanská Al-Káida“, kterou založili příslušníci církve Baptistů. Její aktivita zasahuje částečně i na území Bangladéše. Baptistickou církev v Tripuře založili v roce 1940 misionáři z Nového Zélandu, „Tripura Baptist Christian Union of India“ má v současnosti pouze 80 tisíc věřících. Počtem věřících se tedy křesťané řadí až na 4. místo za hinduisty, muslimy a animisty.
Tripura byla původně královstvím, stejně jako státy Džammú a Kašmír, Manípur a Sikkim, a spolu s nimi existuje i po svém připojení k Indii v nezměněných hranicích.